# 플라스몬
플라스몬(plasmon)이란 금속 내의 자유전자가 집단적으로 진동하는 유사 입자를 말한다. 금속의 나노 입자에서는 플라스몬이 표면에 국부적으로 존재하기 때문에 표면 플라스몬(surface plasmon)이라 부르기도 한다. 그 중에서도 금속 나노 입자에서는 가시~근적외선 대역 빛의 전기장과 플라스몬이 짝지어지면서 광흡수가 일어나 선명한 색을 띠게 된다. (이 경우, 플라스몬과 광자가 결합되어 생성하는 또다른 유사 입자를 플라스마 폴라리톤이라고 한다.) 이 현상을 표면 플라스몬 공명(surface plasmon resonance)이라 하며, 국소적으로 매우 증가된 전기장을 발생시킨다. 이것은 빛 에너지가 표면 플라스몬에 변환되어 금속의 나노 입자 표면에 축적되었음을 뜻하며, 빛의 회절 한계보다 작은 영역에서 광 제어가 가능함을 의미하기도 한다.이러한 금속 나노입자와 빛의 상호작용이 최근 광기술 분야에서 주목받고 있다. 표면 플라스몬의 설계, 제어, 응용기술은 전자공학과 광공학에서 플라스모닉스(Plasmonics)라고 한다.
표면 플라스몬의 특성은 대부분 맥스웰 방정식 등으로부터 유도할 수 있다.

## 유도
플라스몬은 금속의 드루드 모형에 의해 설명된다. 금속은 흔히 양전하를 띤 이온의 3차원 결정으로 간주되는데, 각각의 금속 원자로부터 자유로운 전자들은 이온화된 금속 표면의 주기적인 전도띠를 움직이게 된다.
이러한 전자들의 진동으로 발생한 플라스몬은 금속의 광학적 성질에 중요한 역할을 한다. 예를 들어 플라스마 진동수보다 작은(느린) 진동수의 빛은 그 전기장을 금속 표면의 전자들이 가리게 되므로 반사되며, 플라스마 진동수보다 높은(빠른) 진동수의 빛은 투과하게 된다. 구리나 금과 같이 많은 금속에서 플라스마 진동수는 자외선 대역이므로 대부분의 가시광선은 반사되며, 그 때문에 많은 금속은 반짝거리는(반사되는) 특성을 지니게 된다. 그리고 특정 진동수 대역의 빛은 에너지 대에 흡수되어 그 빛과 대비되는 다른 대역의 빛이 금속의 색상을 결정하게 된다.
플라스몬의 에너지는 다음과 같이 자유전자 모형으로 계산할 수 있다.
{\displaystyle E_{p}=\hbar {\sqrt {\frac {ne^{2}}{m\epsilon _{0}}}}}
{\displaystyle n}은 전자 밀도이며, {\displaystyle e}는 기본 전하, {\displaystyle m}은 전자의 질량, 그리고 {\displaystyle \epsilon _{0}}은 진공의 유전율을 뜻한다.

## 표면 플라스몬
표면 플라스몬은 금속 표면에 속박되어 있는 플라스몬들이 입사된 빛과 강하게 상호작용하여 만든 폴라리톤을 말한다. 진공이나 양의 유전상수를 지닌 물질(즉, 유전체)와의 경계면에서 주로 발생하며 음의 유전상수를 갖는다. 이 표면 플라스몬의 공명은 생화학에서 효소와 기질의 결합 등 리간드와 수용체의 결합 메커니즘을 연구하는 데 주로 이용되고 있다.
최근에 표면 플라스몬은 물질의 색상을 조절하는 데 이용되고 있기도 한다. 표면의 미세구조를 바꾸면 표면 플라스몬의 종류가 바뀌어 물질이 흡수하는 빛의 색상도 바뀌기 때문이다.

## 같이 보기
- 표면 플라스몬 공명
- 포논